# Вжонца-Шльонська
Вжонца-Шльонська (пол. Wrząca Śląska) — село в Польщі, у гміні Вонсош Ґуровського повіту Нижньосілезького воєводства.
Населення — 129 осіб (2011).
У 1975-1998 роках село належало до Лешненського воєводства.

## Демографія
Демографічна структура станом на 31 березня 2011 року:
|          | Загалом | Допрацездатний вік | Працездатний вік | Постпрацездатний вік |
| -------- | ------- | ------------------ | ---------------- | -------------------- |
| Чоловіки | 67      | 17                 | 43               | 7                    |
| Жінки    | 62      | 19                 | 30               | 13                   |
| Разом    | 129     | 36                 | 73               | 20                   |